# Pilosocereus gounellei
Pilosocereus gounellei är en kaktusväxtart som först beskrevs av Frédéric Albert Constantin Weber och Karl Moritz Schumann och fick sitt nu gällande namn av Ronald Stewart Byles och Gordon Douglas Rowley. 
Pilosocereus gounellei ingår i släktet Pilosocereus och familjen kaktusväxter.

## Underarter
Arten delas in i följande underarter:
- P. g. gounellei
- P. g. zehntneri

## Bildgalleri

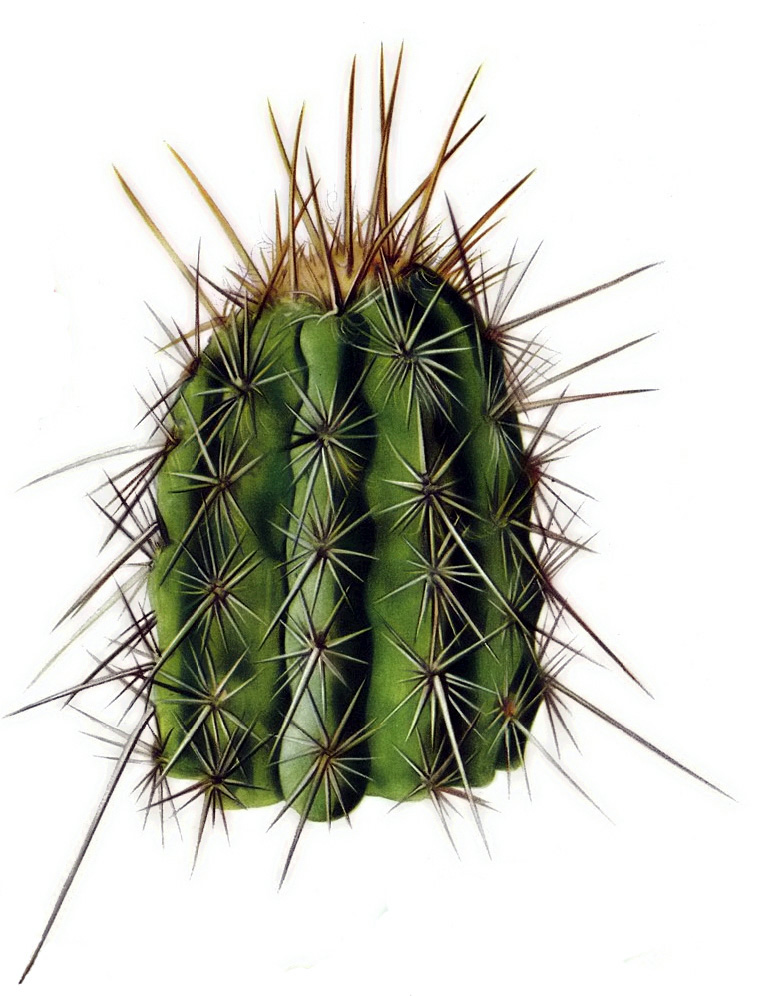
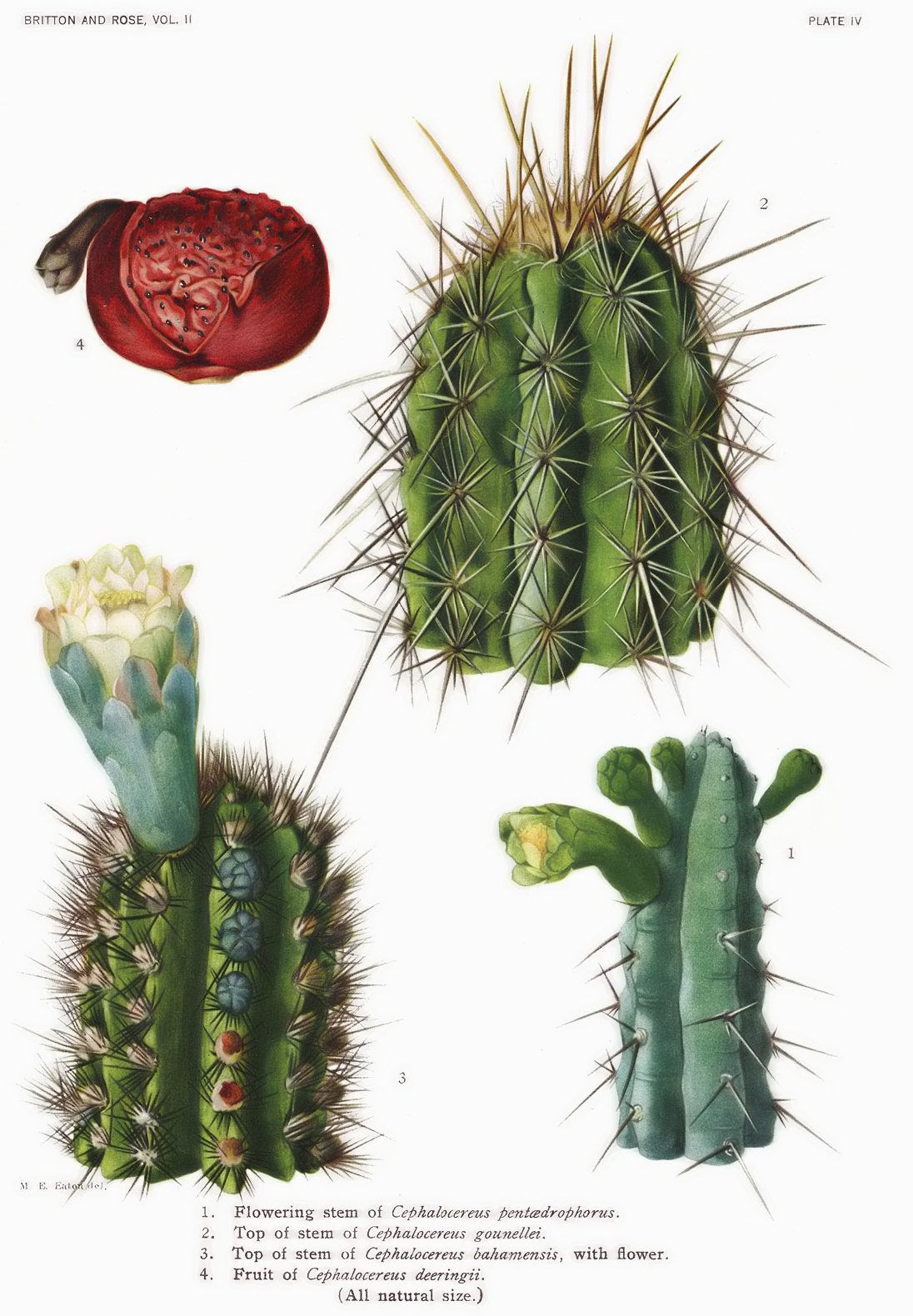